# Walaszczyki w Częstochowie
Walaszczyki w Częstochowie este o arie protejată (sit de importanță comunitară — SCI) din Polonia întinsă pe o suprafață de 23,46 ha, integral pe uscat.

## Localizare
Centrul sitului Walaszczyki w Częstochowie este situat la coordonatele 50°45′55″N 19°01′28″E / 50.7652°N 19.0244°E.

## Înființare
Situl Walaszczyki w Częstochowie a fost declarat sit de importanță comunitară în octombrie 2009 pentru a proteja 2 specii de animale.

## Biodiversitate
Situată în ecoregiunea continentală, aria protejată conține 3 habitate naturale: Pajiști cu Molinia pe soluri calcaroase, turboase sau argilos-nămoloase (Molinion caeruleae), Fânețe de joasă altitudine (Alopecurus pratensis, Sanguisorba officinalis), Mlaștini turboase de tranziție și turbării mișcătoare.
La baza desemnării sitului se află mai multe specii protejate de  amfibieni (2): buhai de baltă cu burta roșie (Bombina bombina), triton cu creastă (Triturus cristatus).